# Huntingdon, Pennsylvania
Huntingdon är administrativ huvudort i Huntingdon County i delstaten Pennsylvania. Orten har fått namn efter filantropen Selina Huntingdon. Enligt 2010 års folkräkning hade Huntingdon 7 093 invånare.